# Kuprianivka, Vilneansk
Kuprianivka (în ucraineană Купріянівка) este localitatea de reședință a comunei Kuprianivka din raionul Vilneansk, regiunea Zaporijjea, Ucraina.

## Demografie
Componența lingvistică a localității Kuprianivka
     Ucraineană (81,84%)
     Rusă (16,24%)
     Alte limbi (0,21%)
Conform recensământului din 2001, majoritatea populației localității Kuprianivka era vorbitoare de ucraineană (81,84%), existând în minoritate și vorbitori de rusă (16,24%).